# Rolando Alvarez da Cruz
Rolando Luiz Alvares da Cruz (Rio de Janeiro, 5 luglio 1930 – Rio de Janeiro, 26 maggio 1987) è stato un pallanuotista brasiliano.
Ha partecipato, come membro del Brasile, alle Olimpiadi di Roma 1960, partecipando al torneo di pallanuoto, assieme al fratello Everardo.